# 3436 Ibadinov
3436 Ibadinov (1976 SS3) là một tiểu hành tinh vành đai chính được phát hiện ngày 24 tháng 9 năm 1976 bởi Chernykh, N. ở Nauchnyj.